# Rut Berggren
Rut Berggren, född 26 mars 1918 i Forsbacka, Valbo, död 16 juli 2008 i Hörnefors, var en svensk författare.
Hon började arbeta som hembiträde vid 17 års ålder och fostrade sex barn under två äktenskap. Hon flyttade 1954 till Hörnefors där hon levde fram till sin död.
Berggren doktorerade vid Umeå universitet vid 56 alternativt 69 års ålder.
Hon började skriva dagbok redan som ungt hembiträde. Åren 2001 och 2005 kom ett urval av hennes dagboksanteckningar ut i bokform. 
År 2002 gjordes ett tv-program på SVT 1, "Systersjälar" som jämförde henne med en annan dagboksskrivare, Märta Helena Reenstierna, den s.k. Årstafrun.
Rut Berggrens arkiv finns hos Arkiv och specialsamlingar, Umeå universitetsbibliotek. Hon är begravd på Hörnefors kyrkogård.

## Priser och utmärkelser
- 2002 – Moa-priset för Erikas dagbok